# Sărutul (Klimt)
Sărutul (în germană Der Kuss) este un tablou pictat de Gustav Klimt între anii 1907 și 1908, reprezentând punctul culminant al „perioadei de aur”, perioadă în care a pictat o serie de lucrări pe fond auriu. Fiind un pătrat perfect, pânza descrie un cuplu îmbrățișat, trupurile lor învelite în robe elaborate fiind decorate în stilul Secesiunii vieneze (varianta austro-ungară a Jugendstil, înrudită cu Mișcarea artistică Arts and Crafts) și de forme ale curentelor artistice premergătoare. Lucrarea este realizată cu vopsea de ulei cu straturi aplicate de frunze de aur, un aspect care îi conferă aspectul remarcabil de modern, dar și de evocator. Pictura se află în Galeria Belvedere din Viena, Austria. Tabloul este considerat un simbol al Vienei și este una din cele mai cunoscute lucrări ale lui Klimt.

## Omagiu
În luna februarie a anului 2013 artistul sirian Tammam Azzam a suprapus imaginea tabloului Sărutul pe o parte a unei clădiri bombardate dintr-o parte neidentificată a Siriei, realizând lucrarea Freedom Graffit (Graffitiul libertății), cu scopul de atrage atenția asupra condițiilor de viață din timpul Războiului Civil Sirian.